# Takácsi
Takácsi ist eine ungarische Gemeinde im Kreis Pápa im Komitat Veszprém.

## Geografische Lage
Takácsi liegt 48 Kilometer nordwestlich des Komitatssitzes Veszprém und 8 Kilometer nördlich der Kreisstadt Pápa an dem Fluss Gerence. Nachbargemeinden sind Gyarmat, Vaszar, Marcaltő und Malomsok.

## Geschichte
Urkundlich erwähnt wurde Takácsi im Jahre 1270, doch schon während der späten Bronzezeit war die Region besiedelt. Im Jahr 1913 gab es in der damaligen Großgemeinde 314 Häuser und 1476 Einwohner auf einer Fläche von 3314 Katastraljochen. Sie gehörte zu dieser Zeit zum Bezirk Pápa im Komitat Veszprém. Am 19. Mai 1930 brannten mehr als ein Drittel der Häuser des Dorfes aus ungeklärter Ursache ab, möglicherweise infolge Brandstiftung.

## Sehenswürdigkeiten
Im Ort gibt es je eine katholische, reformierte und lutherische Kirche. 